# ケント・デリカット
ケント・デリカット（Kent Derricott、1955年3月3日 - ）は、日本で活動していた外国人タレント、俳優。バラエティ番組のゲストとして出演することが多かった。アメリカ合衆国・ユタ州在住。既婚、3女2男あり。

## 略歴
- 1955年3月3日　カナダ・アルバータ州レスブリッジ生まれ（国籍はアメリカ合衆国）。
- 1974年、末日聖徒イエス・キリスト教会の宣教師として初来日、北海道で2年間布教活動を行う。後、帰米し、ユタ州のブリガムヤング大学に入学、国際ビジネスを専攻するが中退。
- 1983年に再来日し、翌1984年、外国人オーディションをきっかけに『笑っていいとも!』のコーナー「なるほど・だ・ニッポン」で芸能界デビュー。同コーナーでデビューしたデーブ・スペクターやオスマン・サンコンと共に外国人タレントブームを牽引した[1][2]。
- アメリカでは自ら設立した番組制作会社や貿易関係の仕事も行っている。

## 人物
身長180cm、体重75kg。家族構成は7人、趣味はゴルフ。所属事務所は三桂。
モットーは"All you can do is the best you can do"（出来る限りのことをやったらそれが最善だ）。
凸レンズの丸眼鏡を着用（遠視）し、この眼鏡を前後に動かして目を大きく見せる芸が有名。「ケント・ギルバートさんです」と紹介され、「違うよー。それケント違い」と言うやりとりがよく知られる（註：「見当違い」にかかっている）。「ユタ田舎じゃないよー」「ユタは土地が安くていいんだよ」「ユタを馬鹿にするでないよー」のフレーズでお馴染みで、関根勤に物真似された。また、姓の「デリカット」を「ドゥェリィクゥワットだよ」と言っていた時もある。日本ではユタ州のイメージが強いので、カナダ生まれであることはあまり知られていない。
敬虔な末日聖徒イエス・キリスト教会教徒であるため、下ネタを嫌う。ゲスト出演した「世界まる見え!テレビ特捜部」での海外セクシー番組では、常に苦々しい表情で目を背ける様を所ジョージやビートたけしに度々からかわれた。他にも、「お笑いマンガ道場」に出演した際に、ヌード漫画を描いた富永一朗に対して、「そんなもの描いちゃダメだよ!!」と怒った唯一のゲストでもある。
1990年に第3回日本メガネベストドレッサー賞（芸能文化界部門）を受賞している。
眼鏡をはずすと俳優のカーク・ダグラスやプロゴルファーのジャック・ニクラスに似ていると共演者に評されることもある。外国人タレントの中でも穏やかな人柄が特徴で、近年は髭を蓄えて軟弱な芸風のイメージから脱却した。
地元のユタ州で開催された2002年ソルトレークシティオリンピックではボランティアを務めた。

### 日本通
- 大の日本通で、アメリカの自宅部屋の一部は畳敷きで土足厳禁、コタツ完備である。彼の母親が畳を特に気に入っており、近所の知人友人を家に招いては、皆で畳部屋で裸足でくつろぎ、好評を得ている。

## 主な出演

### CM
- 日産自動車「マキシマ」
- デオデオ(現・エディオン)
- 森永製菓「ココア」
- 中部白蟻研究所
- 全国家庭配置薬協会
- ゼネラル
- 中部コンタクトレンズ
- 明治 (旧明治乳業) ボーデンスライスチーズ
- 鬼頭運輸倉庫
- ミルトインターナショナル「トマトの本・キュウリの本・エンドウの本」

### バラエティ番組
- ケントのどうゆうKnow?(1987〜1989年、名古屋テレビ)[4]
- 世界まるごとHOWマッチ
- 世界まる見え!テレビ特捜部（レギュラー）
- 世界バリバリ★バリュー（準レギュラー）
- 関口宏のサンデーモーニング（準レギュラー）
- 午後は○○おもいッきりテレビ
- クイズ日本昔がおもしろい
- 風まかせ 新・諸国漫遊記
- クイズ!宇宙船地球号
- 紳助・ケントの世界がお呼びです!
- 所さんのただものではない!
- それは秘密です!!
- 三枝の愛ラブ!爆笑クリニック

### テレビドラマ
- 月曜ドラマランドまさし君
- おヒマなら来てよネ!
- 塀の中の懲りない面々
- 連続テレビ小説さくら 他多数

### 映画
- ペンタの空

### 子供向け番組
- とんでけグッチョンパ

### ラジオ
- 百万人の英語

## 著書
- 『英語は外人にまっかせなさい』（1985年、ベストセラーズ）
- 『ケントとヒロシの英会話生中継』（1986年、講談社） ※生島ヒロシとの共著
- 『ケントのケントーつかないニッポン人』（1988年、実業之日本社）
- 『ケント・デリカットのだいじょうぶ!英会話』（1989年、竹書房）
- 『ケント・デリカットのアイスブレーカー』（1991年、竹書房）
- 『ケント・デリカットのだいじょうぶ!英会話2』（1991年、竹書房）
- 『ケント・デリカットの外国人は英語をこう話す』（1992年、ベストセラーズ）
- 『パパになる!』（1999年、中央出版）

## 音楽作品
- 月を撃たないで（1986年1月30日）クラウン CWP-69 作詞：湯川れい子、作曲：芹澤廣明、編曲：水谷公生
- 月火水木キン肉マン（1991年10月21日）鈴木けんじの「ズダダン!キン肉マン」カップリング曲。アニメ『キン肉マン・キン肉星王位争奪編』エンディング

作詞
- That Boy of Mine（1987年） - アイリーン&エリカの2ndシングル。作詞を担当。